# Drimia brachystachys
Drimia brachystachys är en sparrisväxtart som först beskrevs av John Gilbert Baker, och fick sitt nu gällande namn av Brita Stedje. Drimia brachystachys ingår i släktet Drimia och familjen sparrisväxter. Inga underarter finns listade i Catalogue of Life.